# Francesco Caldogno (morto 1638)
Francesco Caldogno (seconda metà del XVI secolo – 20 maggio 1638) è stato un militare e funzionario italiano, svolse un ruolo fondamentale nella difesa dei confini alto-vicentini per conto della Repubblica di Venezia.
Di nobile famiglia vicentina, figlio di Giovanni Battista, studiò all'università di Padova dove conseguì la laurea in legge. Nel 1608 successe all'omonimo zio nella carica di provveditore ai confini tra il Vicentino e il principato vescovile di Trento.
Ebbe il merito di istituire una milizia popolare (la cosiddetta cernida) in difesa dei Sette Comuni e della Val d'Astico. Gli abitanti della regione, infatti, fieri della propria autonomia, erano da sempre riluttanti a fornire uomini a questo scopo.
Il Caldogno non si impose mai sulla popolazione delle località, ma utilizzò sempre una paziente diplomazia. I primi centri a venire persuasi furono Canove e Pedescala (1609), cui si aggiunsero poi Tonezza e Lastebasse (1610). Ben più laboriosa fu la trattativa con i Sette Comuni: spostandosi continuamente da un paese all'altro per riuscire a presenziare a tutti i Consigli, solo nel 1614 riuscì ad ottenere cento volontari da Asiago. Gli eventi del 1620 giocarono in suo favore poiché la popolazione aveva notato con preoccupazione la concentrazione di truppe austriache in Trentino in concomitanza con l'inizio della guerra di Valtellina. Nel 1626, quando la milizia poteva già contare su 1500 uomini, il Senato veneziano istituì una stabile soprintendenza che fu assegnata al Caldogno.
La sua attività di provveditore non si limitò alla sola milizia. Nel 1611 impose dei rigidi controlli sulle merci e le persone, impedendo i traffici dal Trentino dove si erano verificati alcuni casi di peste. Nello stesso anno distrusse le mura che il capitano del Covolo di Butistone aveva eretto appropriandosi delle proprietà di sudditi veneti (il Senato lo premiò con la nomina a cavaliere e il dono di una collana d'oro con l'effigie di San Marco). Attento alla limitrofa Valsugana, dove si temevano manovre dell'arciduca Leopoldo, nel 1627/1631, coadiuvato dai nipoti Giambattista e Francesco, diresse l'erezione di opere di fortificazione lungo il confine.
Le lettere che periodicamente inviava al Senato presentano notevole interesse storico: vi lasciò notizie sulla situazione economica e sociale degli abitanti delle zone da lui amministrate.
Nel 1637, ormai in età avanzata, fu sostituito da Vincenzo Negri.
Ebbe anche ampi interessi culturali che spaziavano dalla letteratura, al diritto, alla storia e alla matematica e avrebbe lasciato anche alcune opere andate perdute; si citano un libretto contenente le sentenze di Tito Livio e un trattatello intitolato Catone il politico. Fu probabilmente lui a chiamare a Vicenza, in qualità di maestro pubblico, il grammatico lucchese Giuseppe Lorenzi, il quale gli avrebbe dedicato i suoi Opuscoli filologici (anch'essi scomparsi).
Era il fratello di Nicola Caldogno.